# 敦善班丹站
敦善班丹站位於吉隆坡敦善班丹路上方，為吉隆坡單軌的一座車站，其站名取自於車站下方的敦善班丹路。

## 概況
車站架空於敦善班丹路（Jalan Tun Sambathan）上方，為高架車站，車站緊鄰巴生河，附近有跨河天橋可通往對面的吉隆坡坤成中學。車站於2003年8月31日開始營運，站名源自於馬來西亞印度國民大會黨（国大党）首任主席善班丹。

## 構造
目前為高架車站，2個側式月台，僅有一個出入口。

### 車站樓層
| L2     | 月台         | 側式月台                                                                                       |
| L2     | 月台         | 1號月台: 吉隆坡單軌 往 MR11 蒂蒂旺沙站 (→)                                                     |
| L2     | 月台         | 2號月台: 吉隆坡單軌 往 MR1 吉隆坡中央車站 (←)                                                  |
| L2     | 月台         | 側式月台                                                                                       |
| L1     | 大廳，穿堂層 | 詢問處、自動售票機、驗票閘門、售票站、車站控制台、洗手間、祈禱室、電扶梯往/自出口、RHB銀行門市 |
| 地面層 | 敦善班丹路   | 電扶梯出入口、樓梯出入口、計程車站                                                             |

## 意外事故
2012年8月11日下午2时45分，一辆行經列車在敦善班丹站發生拋錨事故，列車从中环广场开抵该站的时候，载客后走不久就在距离车站约200米处故障，使得列车在半空中的轨道上进退不得，也导致乘客受困在半空中，无人在这起意外中受伤。

## 周邊
- 馬來西亞盲人協會（Malaysian Association For The Blind）
- 吉隆坡衛斯理學院（Methodist College Kuala Lumpur）
- 吉隆坡坤成中學
- 吉隆坡坤成華小
- 國家皇宮（Istana Negara）
- 兒童殘障中心（Pusat Kanak-kanak Cacat Penglihatan）
- 十五碑國小（Sekolah Rendah Kebengsaan Brickfields 1）